# Gweesalia
Gweesalia (en irlandès Gaoth Sáile) és una petita vila a la baronia de Iorras, al Comtat de Mayo. Té una població d'un parell de centenars, i ha patit molt de l'emigració en els últims anys. El poble té un pub, una escola nacional, 2 magatzems generals (Moran i Munnellye), i una oficina de correus.

## Transport
Els dissabtes només la ruta 446 del Bus Éireann enllaça Gweesalia amb Blacksod Bay i Ballina. A Ballina hi ha connexions ferroviàries amb bus i ferrocarril.

## Esdeveniments
Cada estiu s'hi celebra un festival que s'estén entre la segona i la tercera setmana d'agost, el que atrau molts emigrants de tornada a casa. El punt culminant és la carrera de punta a punta de sorra de Doolough.

## Literatura
Gweesalia és també l'escenari de l'obra de John Millington Synge The Playboy of the Western World.

## Esport
- L'Escola Nacional Geesala és ben coneguda com un centre d'excel·lència futbolística, i té una llarga història de títols del comtat, tant en homes com dones del futbol gaèlic i està ben representada en menors nivells, sub-21 i sènior.
- El Geesala Boxing Club és un club molt conegut i també ha produït molts boxejadors de gran calibre com ara Henry Coyle i Jimmy Monaghan, amb alguns dels seus alumnes que han assolit títols mundials en pes lleuger i divisions de pes gall, i atreu l'atenció dels entrenadors de qualitat com ara Nicholas Cruz.